# (27150) Annasante
(27150) Annasante (1998 YQ3) – planetoida z pasa głównego asteroid okrążająca Słońce w ciągu 4,7 lat w średniej odległości 2,81 j.a. Odkryta 16 grudnia 1998 roku.